# Ime leta
Ime leta je slovenski častni naziv in nagrada, ki ga od leta 2003 tradicionalno v novoletnem času podeljuje Val 202, drugi program Radia Slovenija, osebnostim, ki je najbolj zaznamovala iztekajoče se leto.
Na Valu 202 vsak teden poteka glasovanje za ime tedna med tremi kandidati. Poslušalci nato na koncu meseca med imeni tedna izberejo ime meseca. Denar, zbran z SMS-glasovanjem poslušalcev (tako za ime tedna kot ime meseca), se nameni projektu Botrstvo. 12 imen meseca se na koncu leta poteguje za naziv ime leta. Zmagovalca izglasujejo kandidati za ime leta sami (vsak ima en glas).

## Ime leta 2020
V času pandemije koronavirusne bolezni 2019 v Sloveniji so nekaj imen meseca za ime leta 2020 izbrali v uredništvu Vala 202.

## Seznam imen
| Leto | Ime leta               | Mesečni zmagovalci |
| ---- | ---------------------- | --- |
| 2003 | Zlatko Šugman          | Milan Kučan Janez Janša Drago Kos Špela Pretnar Dragan Bulič Borut Geršak Lojze Peterle Primož Peterka Boris Popovič                                                                                      |
| 2004 | Janez Janša            | Tone Tiselj Beno Lapajne Anton Rop Aljaž Pegan Alojz Peterle Iztok Čop Tomaž Ambrož Zoran Jankovič Alojz Uran Slavko Avsenik Urška Žolnir                                                                 |
| 2005 | Iztok Čop in Luka Špik | Janez Janša Rok Benkovič Jurij Souček Miran Potrč Jolanda Čeplak Jernej Pavlin Borut Pahor Tomaž Humar Matjaž Korošec Dušan Semolič Peter Mankoč                                                          |
| 2006 | Matjaž Hanžek          | Mojca Senčar Petra Majdič Jelko Kacin Siddharta Janez Drnovšek Matic Osovnikar Andrej Karoli Sašo Hribar Breda Pečan                                                                                      |
| 2007 | Marjan Pečan           | Janez Janša Andrej Jerman Špela Veselič Gregor Virant Katarina Kresal Ivo Boscarol Sandi Ritter Peter Peterka Pankrti                                                                                     |
| 2008 | Boris Pahor            | Bojan Šrot Sara Isakovič Slavko Bobovnik Matjaž Zupan Matej Rovšek Janez Janša Žiga Kovačič Gregor Virant Tone Pavček Tomaž Razingar Peter Mankoč                                                         |
| 2009 | Erik Brecelj           | kit grbavec Petra Majdič Tomo Križnar Mercedes Lovrečič Anton Lavrenčič Tim Gornik Primož Kozmus Peter Kauzer Sonja Lenarčič Matjaž Kek Dejan Zavec                                                       |
| 2010 | Petra Matos            | Petra Majdič Tina Maze Dejan Zavec Valentin Sojar Matjaž Kek Rado Pezdir Katja Klinar Ivo Boscarol Uroš Macerl Vlasta Nussdorfer                                                                          |
| 2011 | Aleksander Doplihar    | Marko Komac Karmen W. Švegl Primož Peterka Drago Bračun Boštjan Kotnik Matej Markovič Tomo Križnar Marko Mandić Tanja Sonc Andrej Kurnik Matej Šurc in Blaž Zgaga                                         |
| 2012 | anonimni upokojenec    | Samir Handanovič Tomo Križnar Robert Kranjec Janez Stanovnik Damir Dugonjić Aljoša Tušek Žiga Vavpotič Urška Žolnir Jernej Dolinšek Matjaž Tanko Miro Cerar                                               |
| 2013 | Goran Klemenčič        | Tina Maze Matjaž Tančič Milena Štular Drago Mislej - Mef Matevž Krivic Dejan Crnek Nataša Pirc Musar Darko Đurić Matej Mohorič Andrej Žunič s psom Haronom Jan Golja Alenka Mertelj                       |
| 2014 | Maša Tkavc             | Maks Lenart Černelč Gašper Rupnik – Gušter Mojca Senčar Blaž Trotovšek Ivan Kramberger Meho Jusufagić Zoran Kačičnik Jakob Šušterič Janez Škrabec Tone Čelič Igor Akrapovič                               |
| 2015 | Ciril Zlobec           | Filip Flisar Tina Maze Andreja Pader, Gaia Asta, Petra Greiner in Spomenka Valušnik Valter Mlekuž Franc Gornik Nedeljko Grgić Jure Poglajen in David Zorko Rok Černic Nina Kozorog Dejan Zavec Jelko Gros |
| 2016 | Peter Prevc            | Božena Kolman Finžgar Judita Nahtigal Boštjan Videmšek Peter Slatnar Luka Snoj Matija Solce Klemen Balažic in Peter Uranič Tim Gajser Kozma Ahačič Lidija Hren Žiga Vrtačič                               |
| 2017 | Goran Dragić           | Vid Kavtičnik Erazem Stonič Kozma Ahačič Peter Dakskobler Andrej Težak - Tešky Vita Ivičič Marko Podgornik Jasna Vinder Matic Vizjak Jan Golja Eva Vrščaj                                                 |
| 2018 | Primož Velikonja       | Igor Zupan Bojan Gantar Primož Roglič Miha Kos Jože Weiss Jernej Kenda Tomo Novosel Polona Lah Uroš Ahčan Nina Fokter Dovnik David Gale                                                                   |
| 2019 | Tadej Kobal            | Igor Cesarec Aljaž Verhovnik Mirjam Hadalin Makuc in Adrijana Mavri Ninna Kozorog Aleš Štrancar Anita Šumer Ana Petrič Mihael Tomše Katja Grünfeld in Iva Ramuš Cvetkovič Igor Paldauf Andrej P. Škraba   |
| 2020 | Srečko Šestan          | Nevenka Mlinar Anton Sazonov – Tonač Andrej Šter Ivan Gale Polona Tanšek Aškerc Žarko Trušnovec Tomaž Štupnik Primož Roglič Goran Dragić Jasna Kržin Stepišnik Boštjan Videmšek                           |
| 2021 | Anita Ogulin           | Matjaž Ugovšek Mia Skrbinac Kristina Modic Vojko Gašperut Nika Kovač Tadej Pogačar Janja Garnbret Ana Tasič Svetlana Makarovič Gregor Serša Gregor Lampelj                                                |
| 2022 | Vida Drame Orožim      | Matjaž Šerkezi Urša Bogataj Vesna Mikuž Tamara Kolerič in Domen Bogdan Marcel Štefančič Goran Vojnović Simon Vendramin Marjan Pipenbaher Vera Flisar Darja Rokavec Anže Smole                             |
| 2023 | Primož Roglič          | Jelena Aščić Matjaž Krivic Tonček Smolej Aleksander, Zlatko in Jože Fratar Vida Marolt Grega Hribar Ambrož Duler Irena Matko Lukan Uroš Ocepek Maja Primic Žakelj Maja Plaz                               |